# Danh sách xa lộ thương mại thuộc Hệ thống Xa lộ Liên tiểu bang
Hệ thống Xa lộ Liên tiểu bang của Hoa Kỳ, ngoài việc là một hệ thống gồm các xa lộ cao tốc, cũng gồm có một số xa lộ thương mại do Hiệp hội Quan chức Giao thông và Xa lộ Tiểu bang Mỹ đặt ra. Các xa lộ này được biểu thị bằng biển dấu là cái khiên màu xanh lá tương tự như biển dấu cái khiên của xa lộ liên tiểu bang. Từ BUSINESS (có nghĩa Thương mại) được dùng thay vì chữ INTERSTATE (có nghĩa Liên Tiểu Bang). Bên trên mã số, nơi đôi khi có tên của tiểu bang, có xuất hiện chữ LOOP (có nghĩa XA LỘ VÒNG/VÀNH ĐAI) hay SPUR (có nghĩa XA LỘ NHÁNH NGẮN). Một xa lộ vòng thương mại có cả hai đầu kết nối vào "xa lộ mẹ" của nó trong khi xa lộ nhánh ngắn thương mại có một điểm đầu không kết nối, đôi khi chạy từ điểm kết nối với xa lộ mẹ và kết thúc tại khu vực phố chính của một thành phố.
Vì mục đích chính của một xa lộ thương mại liên tiểu bang là phục vụ một khu vực phố chính nên nó thường có lộ trình trên các đường lộ thông thường. Như thế xa lộ thương mại liên tiểu bang không hội đủ chuẩn mực xa lộ liên tiểu bang. Tuy nhiên AASHTO có áp đặt các chuẩn mực tương tự như đối với các Quốc lộ Hoa Kỳ mới xây là đòi hỏi một xa lộ thương mại liên tiểu bang phải hội đủ một số chuẩn mực thiết kế nào đó. Các xa lộ thương mại liên tiểu bang đôi khi cũng có lộ trình trên các xa lộ cao tốc mà trước đây từng được ấn định là các xa lộ liên tiểu bang dòng chính (thí dụ như Xa lộ Thương mại Liên tiểu bang 40 tại Winston-Salem, North Carolina và Xa lộ Thương mại Liên tiểu bang 80 tại Sacramento, California).
Không như các xa lộ liên tiểu bang nhánh ngắn 3-chữ số, xa lộ thương mại liên tiểu bang có thể trùng mã số tại cùng tiểu bang.

## Danh sách các xa lộ thương mại
| Xa lộ                          | Thành phố                                          | Tình trạng                                                |
| Xa lộ Liên tiểu bang 5         | Xa lộ Liên tiểu bang 5                             | Xa lộ Liên tiểu bang 5                                    |
| ------------------------------ | -------------------------------------------------- | --------------------------------------------------------- |
| Xa lộ vành đai Thương mại      | San Ysidro, National City và San Diego, California | không còn                                                 |
| Xa lộ vành đai Thương mại      | San Diego, California                              | không còn                                                 |
| Xa lộ vành đai Thương mại      | Solana Beach, California                           | không còn                                                 |
| Xa lộ vành đai Thương mại      | San Clemente, California                           | không còn                                                 |
| Xa lộ vành đai Thương mại      | Los Angeles, California                            | không còn                                                 |
| Xa lộ vành đai Thương mại      | Woodland, California                               | tồn tại                                                   |
| Xa lộ vành đai Thương mại      | Arbuckle, California                               | tồn tại                                                   |
| Xa lộ vành đai Thương mại      | Williams và Maxwell, California                    | tồn tại                                                   |
| Xa lộ vành đai Thương mại      | Willows và Orland, California                      | tồn tại                                                   |
| Xa lộ vành đai Thương mại      | Red Bluff, California                              | tồn tại                                                   |
| Xa lộ vành đai Thương mại      | Cottonwood, California                             | không còn                                                 |
| Xa lộ vành đai Thương mại      | Anderson và Redding, California                    | không còn                                                 |
| Xa lộ vành đai Thương mại      | Dunsmuir, California                               | tồn tại                                                   |
| Xa lộ vành đai Thương mại      | Mount Shasta, California                           | tồn tại                                                   |
| Xa lộ vành đai Thương mại      | Weed, California                                   | tồn tại                                                   |
| Xa lộ vành đai Thương mại      | Gazelle, California                                | tồn tại                                                   |
| Xa lộ vành đai Thương mại      | Yreka, California                                  | tồn tại                                                   |
| Xa lộ vành đai Thương mại      | Vancouver, Washington                              | không còn                                                 |
| Xa lộ vành đai Thương mại      | Castle Rock, Washington                            | tồn tại                                                   |
| Xa lộ vành đai Thương mại      | Chehalis và Centralia, Washington                  | tồn tại                                                   |
| Xa lộ vành đai Thương mại      | Olympia, Washington                                | không còn                                                 |
| Xa lộ vành đai Thương mại      | Everett, Washington                                | không còn                                                 |
| Xa lộ vành đai Thương mại      | Marysville, Washington                             | không còn                                                 |
| Xa lộ vành đai Thương mại      | Bellingham, Washington                             | không còn                                                 |
| Xa lộ Liên tiểu bang 205       |                                                    |                                                           |
| Xa lộ vành đai Thương mại      | Tracy, California                                  | tồn tại                                                   |
| Xa lộ Liên tiểu bang 8         |                                                    |                                                           |
| Xa lộ vành đai Thương mại      | San Diego, California                              | không còn                                                 |
| Xa lộ vành đai Thương mại      | El Cajon, California                               | tồn tại                                                   |
| Xa lộ vành đai Thương mại      | Alpine, California                                 | tồn tại                                                   |
| Xa lộ vành đai Thương mại      | El Centro, California                              | tồn tại                                                   |
| Xa lộ vành đai Thương mại      | Winterhaven, California và Yuma, Arizona           | tồn tại                                                   |
| Xa lộ vành đai Thương mại      | Gila Bend, Arizona                                 | tồn tại                                                   |
| Xa lộ Liên tiểu bang 10        |                                                    |                                                           |
| Xa lộ vành đai Thương mại      | Ontario, California                                | tồn tại                                                   |
| Xa lộ vành đai Thương mại      | Colton, California                                 | tồn tại                                                   |
| Xa lộ vành đai Thương mại      | Indio, California                                  | tồn tại                                                   |
| Xa lộ vành đai Thương mại      | Blythe, California                                 | tồn tại                                                   |
| Xa lộ vành đai Thương mại      | Quartzsite, Arizona                                | tồn tại                                                   |
| Xa lộ vành đai Thương mại      | Phoenix, Arizona                                   | không còn                                                 |
| Xa lộ vành đai Thương mại      | Casa Grande, Arizona                               | không còn                                                 |
| Xa lộ vành đai Thương mại      | Tucson, Arizona                                    | không còn                                                 |
| Xa lộ vành đai Thương mại      | Tucson, Arizona                                    | không còn                                                 |
| Xa lộ vành đai Thương mại      | Benson, Arizona                                    | tồn tại                                                   |
| Xa lộ nhánh Thương mại         | Benson, Arizona                                    | không còn                                                 |
| Xa lộ vành đai Thương mại      | Willcox, Arizona                                   | tồn tại                                                   |
| Xa lộ vành đai Thương mại      | Bowie, Arizona                                     | tồn tại                                                   |
| Xa lộ vành đai Thương mại      | San Simon, Arizona                                 | tồn tại                                                   |
| Xa lộ vành đai Thương mại      | Lordsburg, New Mexico                              | tồn tại                                                   |
| Xa lộ vành đai Thương mại      | Deming, New Mexico                                 | tồn tại                                                   |
| Xa lộ vành đai Thương mại      | Las Cruces, New Mexico                             | không còn                                                 |
| Xa lộ vành đai Thương mại "C"  | Sierra Blanca, Texas                               | tồn tại                                                   |
| Xa lộ vành đai Thương mại "D"  | Van Horn, Texas                                    | tồn tại                                                   |
| Xa lộ vành đai Thương mại "F"  | Balmorhea, Texas                                   | tồn tại                                                   |
| Xa lộ vành đai Thương mại "G"  | Fort Stockton, Texas                               | tồn tại                                                   |
| Xa lộ Liên tiểu bang 15        |                                                    |                                                           |
| Xa lộ vành đai Thương mại      | Escondido, California                              | tồn tại                                                   |
| Xa lộ vành đai Thương mại      | Mesquite, Nevada                                   | tồn tại                                                   |
| Xa lộ vành đai Thương mại      | St. George, Utah                                   | tồn tại                                                   |
| Xa lộ vành đai Thương mại      | Cedar City, Utah                                   | tồn tại                                                   |
| Xa lộ vành đai Thương mại      | Parowan, Utah                                      | tồn tại                                                   |
| Xa lộ vành đai Thương mại      | Beaver, Utah                                       | tồn tại                                                   |
| Xa lộ vành đai Thương mại      | Fillmore, Utah                                     | tồn tại                                                   |
| Xa lộ vành đai Thương mại      | Holden, Utah                                       | ?                                                         |
| Xa lộ vành đai Thương mại      | Nephi, Utah                                        | tồn tại                                                   |
| Xa lộ vành đai Thương mại      | Layton, Utah                                       | ?                                                         |
| Xa lộ vành đai Thương mại      | Brigham City, Utah                                 | tồn tại                                                   |
| Xa lộ vành đai Thương mại      | Tremonton, Utah                                    | tồn tại                                                   |
| Xa lộ vành đai Thương mại      | Pocatello, Idaho                                   | tồn tại                                                   |
| Xa lộ vành đai Thương mại      | Idaho Falls, Idaho                                 | tồn tại                                                   |
| Xa lộ vành đai Thương mại      | Butte, Montana                                     | tồn tại                                                   |
| Xa lộ vành đai Thương mại      | Helena, Montana                                    | tồn tại                                                   |
| Xa lộ vành đai Thương mại      | Great Falls, Montana                               | tồn tại                                                   |
| Xa lộ vành đai Thương mại      | Conrad, Montana                                    | tồn tại                                                   |
| Xa lộ vành đai Thương mại      | Shelby, Montana                                    | tồn tại                                                   |
| Xa lộ Liên tiểu bang 17        |                                                    |                                                           |
| Xa lộ vành đai Thương mại      | Black Canyon City, Arizona                         | tồn tại                                                   |
| Xa lộ Liên tiểu bang 19        |                                                    |                                                           |
| Xa lộ vành đai Thương mại      | Nogales, Arizona                                   | tồn tại                                                   |
| Xa lộ Liên tiểu bang 20        |                                                    |                                                           |
| Xa lộ vành đai Thương mại "B"  | Pecos, Barstow, Texas                              | tồn tại                                                   |
| Xa lộ vành đai Thương mại "D"  | Monahans, Texas                                    | tồn tại                                                   |
| Xa lộ vành đai Thương mại "E"  | Odessa, Midland, Texas                             | tồn tại                                                   |
| Xa lộ vành đai Thương mại "F"  | Stanton, Texas                                     | tồn tại                                                   |
| Xa lộ vành đai Thương mại "G"  | Big Spring, Texas                                  | tồn tại                                                   |
| Xa lộ vành đai Thương mại "H"  | Westbrook, Texas                                   | tồn tại                                                   |
| Xa lộ vành đai Thương mại "J"  | Colorado City, Texas                               | tồn tại                                                   |
| Xa lộ vành đai Thương mại "K"  | Loraine, Texas                                     | tồn tại                                                   |
| Xa lộ nhánh Thương mại "L"     | Roscoe, Texas                                      | tồn tại                                                   |
| Xa lộ vành đai Thương mại "M"  | Sweetwater, Texas                                  | tồn tại                                                   |
| Xa lộ vành đai Thương mại "N"  | Trent, Texas                                       | tồn tại                                                   |
| Xa lộ vành đai Thương mại "P"  | Merkel, Texas                                      | tồn tại                                                   |
| Xa lộ vành đai Thương mại "Q"  | Tye, Texas                                         | tồn tại                                                   |
| Xa lộ vành đai Thương mại "R"  | Abilene, Texas                                     | tồn tại                                                   |
| Xa lộ vành đai Thương mại "T"  | Baird, Texas                                       | tồn tại                                                   |
| Xa lộ nhánh Thương mại         | Florence, South Carolina                           | tồn tại                                                   |
| Xa lộ Liên tiểu bang 24        |                                                    |                                                           |
| Xa lộ vành đai Thương mại      | Paducah, Kentucky                                  | tồn tại                                                   |
| Downtown Loop ¹                | Paducah, Kentucky                                  | không còn                                                 |
| Xa lộ Liên tiểu bang 25        |                                                    |                                                           |
| Xa lộ vành đai Thương mại      | Raton, New Mexico                                  | tồn tại                                                   |
| Xa lộ vành đai Thương mại      | Cheyenne, Wyoming                                  | tồn tại                                                   |
| Xa lộ Liên tiểu bang 126       |                                                    |                                                           |
| Xa lộ nhánh Thương mại         | Columbia, South Carolina                           | không còn                                                 |
| Xa lộ Liên tiểu bang 526       |                                                    |                                                           |
| Xa lộ nhánh Thương mại         | Mount Pleasant, South Carolina                     | tồn tại                                                   |
| Xa lộ Liên tiểu bang 27        |                                                    |                                                           |
| Xa lộ vành đai Thương mại "T"  | Hale Center, Texas                                 | tồn tại                                                   |
| Xa lộ vành đai Thương mại "U"  | Plainview, Texas                                   | tồn tại                                                   |
| Xa lộ Liên tiểu bang 29        |                                                    |                                                           |
| Xa lộ vành đai Thương mại      | Saint Joseph, Missouri                             | tồn tại                                                   |
| Xa lộ vành đai Thương mại      | Elk Point, South Dakota                            | tồn tại                                                   |
| Xa lộ vành đai Thương mại      | Brookings, South Dakota                            | tồn tại                                                   |
| Xa lộ nhánh Phố chính          | Sioux Falls, South Dakota                          | tồn tại                                                   |
| Xa lộ nhánh Thương mại         | North Sioux City, South Dakota                     | tồn tại/không biển dấu                                    |
| Xa lộ Liên tiểu bang 229       |                                                    |                                                           |
| Xa lộ vành đai phố chính       | Sioux Falls, South Dakota                          | tồn tại                                                   |
| Xa lộ Liên tiểu bang 30        |                                                    |                                                           |
| Xa lộ vành đai Thương mại      | Little Rock, Arkansas                              | không còn                                                 |
| Xa lộ vành đai Thương mại      | Benton, Arkansas                                   | không còn                                                 |
| Xa lộ Liên tiểu bang 35        |                                                    |                                                           |
| Xa lộ nhánh Thương mại "A"     | Laredo, Texas                                      | tồn tại                                                   |
| Xa lộ vành đai Thương mại "B"  | Encinal, Texas                                     | tồn tại                                                   |
| Xa lộ vành đai Thương mại "C"  | Cotulla, Texas                                     | tồn tại                                                   |
| Xa lộ vành đai Thương mại "D"  | Dilley, Texas                                      | tồn tại                                                   |
| Xa lộ vành đai Thương mại "E"  | Pearsall, Texas                                    | tồn tại                                                   |
| Xa lộ vành đai Thương mại "H"  | New Braunfels, Texas                               | tồn tại                                                   |
| Xa lộ vành đai Thương mại "J"  | Kyle, Texas                                        | tồn tại                                                   |
| Xa lộ vành đai Thương mại "L"  | Round Rock, Texas                                  | tồn tại                                                   |
| Xa lộ vành đai Thương mại "M"  | Georgetown, Texas                                  | hủy bỏ tháng 7 năm 2006                                   |
| Xa lộ nhánh Thương mại "V"     | Alvarado, Texas                                    | tồn tại                                                   |
| Xa lộ vành đai Thương mại "X"  | Sanger, Texas                                      | tồn tại                                                   |
| Xa lộ vành đai Thương mại      | Ames, Iowa                                         | tồn tại                                                   |
| Xa lộ vành đai Thương mại      | Clear Lake, Iowa                                   | tồn tại                                                   |
| Xa lộ Liên tiểu bang 40        |                                                    |                                                           |
| Xa lộ vành đai Thương mại      | Needles, California                                | tồn tại                                                   |
| Xa lộ vành đai Thương mại      | Kingman, Arizona                                   | tồn tại                                                   |
| Xa lộ vành đai Thương mại      | Seligman, Arizona                                  | tồn tại                                                   |
| Xa lộ vành đai Thương mại      | Ash Fork, Arizona                                  | tồn tại                                                   |
| Xa lộ vành đai Thương mại      | Williams, Arizona                                  | tồn tại                                                   |
| Xa lộ vành đai Thương mại      | Flagstaff, Arizona                                 | tồn tại                                                   |
| Xa lộ vành đai Thương mại      | Winslow, Arizona                                   | tồn tại                                                   |
| Xa lộ vành đai Thương mại      | Joseph City, Arizona                               | tồn tại                                                   |
| Xa lộ vành đai Thương mại      | Holbrook, Arizona                                  | tồn tại                                                   |
| Xa lộ vành đai Thương mại      | Gallup, New Mexico                                 | tồn tại                                                   |
| Xa lộ vành đai Thương mại      | Grants, New Mexico                                 | tồn tại                                                   |
| Xa lộ vành đai Thương mại      | Albuquerque, New Mexico                            | tồn tại                                                   |
| Xa lộ vành đai Thương mại      | Santa Rosa, New Mexico                             | tồn tại                                                   |
| Xa lộ vành đai Thương mại      | Tucumcari, New Mexico                              | tồn tại                                                   |
| Xa lộ vành đai Thương mại "A"† | Glenrio, Texas                                     | tồn tại                                                   |
| Xa lộ vành đai Thương mại "B"  | Adrian, Texas                                      | tồn tại                                                   |
| Xa lộ vành đai Thương mại "C"  | Vega, Texas                                        | tồn tại                                                   |
| Xa lộ vành đai Thương mại "D"  | Amarillo, Texas                                    | tồn tại                                                   |
| Xa lộ vành đai Thương mại "F"  | Groom, Texas                                       | tồn tại                                                   |
| Xa lộ vành đai Thương mại "H"  | McLean, Texas                                      | tồn tại                                                   |
| Xa lộ vành đai Thương mại "J"  | Shamrock, Texas                                    | tồn tại                                                   |
| Xa lộ vành đai Thương mại      | Erick, Oklahoma                                    | tồn tại                                                   |
| Xa lộ vành đai Thương mại      | Sayre, Oklahoma                                    | tồn tại                                                   |
| Xa lộ vành đai Thương mại      | Elk City, Oklahoma                                 | tồn tại                                                   |
| Xa lộ vành đai Thương mại      | Clinton, Oklahoma                                  | tồn tại                                                   |
| Xa lộ vành đai Thương mại      | Weatherford, Oklahoma                              | tồn tại                                                   |
| Xa lộ vành đai Thương mại      | El Reno, Oklahoma                                  | tồn tại                                                   |
| Xa lộ vành đai Thương mại      | Henryetta, Oklahoma                                | tồn tại                                                   |
| Xa lộ vành đai Thương mại      | Sallisaw, Oklahoma                                 | tồn tại                                                   |
| Xa lộ vành đai Thương mại      | Winston-Salem và Greensboro, North Carolina        | Đoạn Winston-Salem tồn tại; đoạn Greensboro không còn     |
| Xa lộ vành đai Thương mại      | Raleigh, North Carolina                            | không còn                                                 |
| Xa lộ Liên tiểu bang 44        |                                                    |                                                           |
| Xa lộ vành đai Thương mại      | Joplin, Missouri                                   | tồn tại                                                   |
| Xa lộ vành đai Thương mại      | Sarcoxie, Missouri                                 | tồn tại                                                   |
| Xa lộ vành đai Thương mại      | Mount Vernon, Missouri                             | tồn tại                                                   |
| Xa lộ vành đai Thương mại      | Springfield, Missouri                              | tồn tại                                                   |
| Xa lộ vành đai Thương mại      | Lebanon, Missouri                                  | tồn tại                                                   |
| Xa lộ vành đai Thương mại      | Waynesville/St. Robert, Missouri                   | tồn tại                                                   |
| Xa lộ nhánh Thương mại         | Ft. Leonard Wood, Missouri                         | tồn tại                                                   |
| Xa lộ vành đai Thương mại      | Rolla, Missouri                                    | tồn tại                                                   |
| Xa lộ vành đai Thương mại      | Pacific, Missouri                                  | tồn tại                                                   |
| Xa lộ Liên tiểu bang 45        |                                                    |                                                           |
| Xa lộ vành đai Thương mại "F"  | Corsicana, Texas                                   | tồn tại                                                   |
| Xa lộ vành đai Thương mại "G"  | Ennis, Texas                                       | tồn tại                                                   |
| Xa lộ vành đai Thương mại "H"  | Palmer, Texas                                      | tồn tại                                                   |
| Xa lộ vành đai Thương mại "J"  | Ferris, Texas                                      | tồn tại                                                   |
| Xa lộ Liên tiểu bang 55        |                                                    |                                                           |
| Xa lộ vành đai Thương mại      | New Madrid, Missouri                               | tồn tại                                                   |
| Xa lộ vành đai Thương mại      | Cape Girardeau, Missouri                           | tồn tại                                                   |
| Xa lộ vành đai Thương mại      | Springfield, Illinois                              | tồn tại                                                   |
| Xa lộ vành đai Thương mại      | Lincoln, Illinois                                  | tồn tại                                                   |
| Xa lộ vành đai Thương mại      | Bloomington-Normal, Illinois                       | tồn tại                                                   |
| Xa lộ Liên tiểu bang 65        |                                                    |                                                           |
| Xa lộ vành đai Thương mại      | Lebanon, Indiana                                   | không còn                                                 |
| Xa lộ Liên tiểu bang 69        |                                                    |                                                           |
| Xa lộ vành đai Thương mại      | Charlotte, Michigan                                | tồn tại                                                   |
| Xa lộ vành đai Thương mại      | Coldwater, Michigan                                | tồn tại                                                   |
| Xa lộ vành đai Thương mại      | Lansing, Michigan                                  | tồn tại                                                   |
| Xa lộ vành đai Thương mại      | Port Huron, Michigan                               | tồn tại                                                   |
| Xa lộ Liên tiểu bang 70        |                                                    |                                                           |
| Xa lộ vành đai Thương mại      | Richfield, Utah                                    | tồn tại                                                   |
| Xa lộ vành đai Thương mại      | Salina, Utah                                       | tồn tại                                                   |
| Xa lộ vành đai Thương mại      | Green River, Utah                                  | tồn tại                                                   |
| Xa lộ vành đai Thương mại      | Grand Junction, Colorado                           | tồn tại                                                   |
| Xa lộ vành đai Thương mại      | Palisade, Colorado                                 | tồn tại                                                   |
| Xa lộ vành đai Thương mại      | Avon, Colorado                                     | tồn tại                                                   |
| Xa lộ vành đai Thương mại      | Idaho Springs, Colorado                            | tồn tại                                                   |
| Xa lộ vành đai Thương mại      | Denver, Colorado                                   | tồn tại                                                   |
| Xa lộ vành đai Thương mại      | Watkins, Colorado                                  | tồn tại                                                   |
| Xa lộ vành đai Thương mại      | Strasburg, Colorado                                | tồn tại                                                   |
| Xa lộ vành đai Thương mại      | Limon, Colorado                                    | tồn tại                                                   |
| Xa lộ vành đai Thương mại      | Burlington, Colorado                               | tồn tại                                                   |
| Xa lộ vành đai Thương mại      | Columbia, Missouri                                 | tồn tại                                                   |
| Xa lộ vành đai Thương mại      | St. Charles, Missouri                              | tồn tại                                                   |
| Xa lộ vành đai Thương mại      | Springfield, Ohio                                  | tồn tại                                                   |
| Xa lộ Liên tiểu bang 72        |                                                    |                                                           |
| Xa lộ vành đai Thương mại      | Jacksonville, Illinois                             | tồn tại                                                   |
| Xa lộ Liên tiểu bang 75        |                                                    |                                                           |
| Xa lộ vành đai Thương mại      | St. Ignace, Michigan                               | tồn tại                                                   |
| Xa lộ nhánh Thương mại         | Sault Ste. Marie, Michigan                         | tồn tại                                                   |
| Xa lộ vành đai Thương mại      | Pontiac, Michigan                                  | tồn tại                                                   |
| Xa lộ vành đai Thương mại      | Gaylord, Michigan                                  | tồn tại                                                   |
| Xa lộ vành đai Thương mại      | Grayling, Michigan                                 | tồn tại                                                   |
| Xa lộ vành đai Thương mại      | West Branch, Michigan                              | tồn tại                                                   |
| Xa lộ vành đai Thương mại      | Roscommon, Michigan                                | tồn tại                                                   |
| Xa lộ Liên tiểu bang 375       |                                                    |                                                           |
| Xa lộ nhánh Thương mại         | Detroit, Michigan                                  | tồn tại nhưng không biểu dấu                              |
| Xa lộ Liên tiểu bang 376       |                                                    |                                                           |
| Xa lộ vành đai Thương mại      | Moon Township, Pennsylvania                        | Tồn tại, được lập năm 2009.                               |
| Xa lộ Liên tiểu bang 80        |                                                    |                                                           |
| Xa lộ vành đai Thương mại      | Sacramento, California                             | tồn tại                                                   |
| Xa lộ nhánh Thương mại         | Sacramento, California                             | không còn                                                 |
| Xa lộ vành đai Thương mại      | Truckee, California                                | tồn tại                                                   |
| Xa lộ vành đai Thương mại      | Verdi, Nevada                                      | tồn tại                                                   |
| Xa lộ vành đai Thương mại      | Reno–Sparks, Nevada                                | tồn tại                                                   |
| Xa lộ vành đai Thương mại      | Carlin, Nevada                                     | tồn tại                                                   |
| Xa lộ vành đai Thương mại      | Battle Mountain, Nevada                            | tồn tại                                                   |
| Xa lộ vành đai Thương mại      | West Wendover, Nevada và Wendover, Utah            | tồn tại                                                   |
| Xa lộ vành đai Thương mại      | Evanston, Wyoming                                  | tồn tại                                                   |
| Xa lộ vành đai Thương mại      | Cheyenne, Wyoming                                  | tồn tại                                                   |
| Xa lộ vành đai Thương mại      | Pine Bluffs, Wyoming                               | tồn tại                                                   |
| Xa lộ Liên tiểu bang 83        |                                                    |                                                           |
| Xa lộ vành đai Thương mại      | York, Pennsylvania                                 | tồn tại                                                   |
| Xa lộ Liên tiểu bang 84 (đông) |                                                    |                                                           |
| Xa lộ vành đai Thương mại      | Newtown, Connecticut                               | không còn. Hiện nay được cắm biển thuộc Quốc lộ Hoa Kỳ 6. |
| Xa lộ Liên tiểu bang 84 (tây)  |                                                    |                                                           |
| Xa lộ vành đai Thương mại      | Nampa và Caldwell, Idaho                           | tồn tại, một phần của đường củ US 30                      |
| Xa lộ vành đai Thương mại      | Mountain Home, Idaho                               | tồn tại                                                   |
| Xa lộ vành đai Thương mại      | Hammett, Idaho                                     | tồn tại                                                   |
| Xa lộ vành đai Thương mại      | Glenns Ferry, Idaho                                | tồn tại                                                   |
| Xa lộ vành đai Thương mại      | Bliss, Idaho                                       | tồn tại, không cắm biển dấu                               |
| Xa lộ vành đai Thương mại      | Jerome, Idaho                                      | tồn tại, có thể có kế hoạch nối dài                       |
| Xa lộ vành đai Thương mại      | Burley, Idaho                                      | tồn tại                                                   |
| Xa lộ vành đai Thương mại      | Tremonton, Utah                                    | tồn tại, cắm chung biển dấu với I-15 Thương mại           |
| Xa lộ vành đai Thương mại      | Brigham City, Utah                                 | tồn tại, cắm chung biểu dấu với I-15 Thương mại           |
| Xa lộ Liên tiểu bang 85        |                                                    |                                                           |
| Xa lộ vành đai Thương mại      | North Carolina                                     | tồn tại                                                   |
| Xa lộ vành đai Thương mại      | Spartanburg, South Carolina                        | tồn tại                                                   |
| Xa lộ Liên tiểu bang 385       |                                                    |                                                           |
| Xa lộ nhánh Thương mại         | Greenville, South Carolina                         | tồn tại                                                   |
| Xa lộ Liên tiểu bang 585       |                                                    |                                                           |
| Xa lộ nhánh Thương mại         | Spartanburg, South Carolina                        | tồn tại                                                   |
| Xa lộ Liên tiểu bang 86 (tây)  |                                                    |                                                           |
| Xa lộ vành đai Thương mại      | American Falls, Idaho                              | tồn tại                                                   |
| Xa lộ Liên tiểu bang 89        |                                                    |                                                           |
| Xa lộ nhánh Thương mại         | Lebanon, New Hampshire                             | không còn                                                 |
| Xa lộ Liên tiểu bang 90        |                                                    |                                                           |
| Xa lộ vành đai Thương mại      | Ellensburg, Washington                             | tồn tại                                                   |
| Xa lộ vành đai Thương mại      | Moses Lake, Washington                             | tồn tại                                                   |
| Xa lộ vành đai Thương mại      | Medical Lake, Washington                           | tồn tại                                                   |
| Xa lộ vành đai Thương mại      | Wallace, Idaho                                     | tồn tại                                                   |
| Xa lộ vành đai Thương mại      | Missoula, Montana                                  | tồn tại                                                   |
| Xa lộ vành đai Thương mại      | Deer Lodge, Montana                                | tồn tại                                                   |
| Xa lộ vành đai Thương mại      | Butte, Montana                                     | tồn tại                                                   |
| Xa lộ vành đai Thương mại      | Billings, Montana                                  | tồn tại                                                   |
| Xa lộ vành đai Thương mại      | Sundance, Wyoming                                  | tồn tại                                                   |
| Xa lộ vành đai Thương mại      | Spearfish, South Dakota                            | tồn tại                                                   |
| Xa lộ vành đai Thương mại      | Sturgis, South Dakota                              | tồn tại                                                   |
| Xa lộ vành đai Thương mại      | Rapid City, South Dakota                           | tồn tại                                                   |
| Xa lộ vành đai Thương mại      | Wall, South Dakota                                 | tồn tại                                                   |
| Xa lộ vành đai Thương mại      | Kadoka, South Dakota                               | tồn tại                                                   |
| Xa lộ nhánh Thương mại         | Belvidere, South Dakota                            | tồn tại                                                   |
| Xa lộ vành đai Thương mại      | Murdo, South Dakota                                | tồn tại                                                   |
| Xa lộ vành đai Thương mại      | Vivian, South Dakota                               | tồn tại                                                   |
| Xa lộ vành đai Thương mại      | Presho, South Dakota                               | tồn tại                                                   |
| Xa lộ vành đai Thương mại      | Oacoma/Chamberlain, South Dakota                   | tồn tại                                                   |
| Xa lộ nhánh Thương mại         | White Lake, South Dakota                           | tồn tại/không biển dấu                                    |
| Xa lộ vành đai Thương mại      | Plankinton, South Dakota                           | tồn tại                                                   |
| Xa lộ vành đai Thương mại      | Mitchell, South Dakota                             | tồn tại                                                   |
| Xa lộ nhánh Phố chính          | Sioux Falls, South Dakota                          | tồn tại                                                   |
| Xa lộ Liên tiểu bang 94        |                                                    |                                                           |
| Xa lộ vành đai Thương mại      | Benton Harbor/St. Joseph, Michigan                 | tồn tại                                                   |
| Xa lộ vành đai Thương mại      | Kalamazoo, Michigan                                | tồn tại                                                   |
| Xa lộ vành đai Thương mại      | Battle Creek, Michigan                             | tồn tại                                                   |
| Xa lộ vành đai Thương mại      | Marshall, Michigan                                 | tồn tại                                                   |
| Xa lộ vành đai Thương mại      | Albion, Michigan                                   | tồn tại                                                   |
| Xa lộ vành đai Thương mại      | Jackson, Michigan                                  | tồn tại                                                   |
| Xa lộ vành đai Thương mại      | Ann Arbor, Michigan                                | tồn tại                                                   |
| Xa lộ vành đai Thương mại      | Port Huron, Michigan                               | tồn tại                                                   |
| Xa lộ Liên tiểu bang 95        |                                                    |                                                           |
| Xa lộ vành đai Thương mại      | Brunswick, Georgia                                 | không còn                                                 |
| Xa lộ vành đai Thương mại      | Darien, Georgia                                    | tồn tại                                                   |
| Xa lộ vành đai Thương mại      | Fayetteville, North Carolina                       | tồn tại                                                   |
| Xa lộ vành đai Thương mại      | Wilson và Rocky Mount, North Carolina              | không còn                                                 |
| Xa lộ vành đai Thương mại      | Wilmington, Delaware                               | đề xuất năm 2000, nhưng bị thị trưởng bác bỏ.             |
| Xa lộ vành đai Thương mại      | Mystic, Connecticut                                | không còn                                                 |
| Xa lộ Liên tiểu bang 495       |                                                    |                                                           |
| Xa lộ nhánh Thương mại         | Lowell, Massachusetts                              | không còn; hiện nay được gọi là Xa lộ kết nối Lowell      |
| Xa lộ Liên tiểu bang 96        |                                                    |                                                           |
| Xa lộ nhánh Thương mại         | Muskegon, Michigan                                 | không còn                                                 |
| Xa lộ nhánh Thương mại         | Portland, Michigan                                 | không còn                                                 |
| Xa lộ vành đai Thương mại      | Lansing, Michigan                                  | tồn tại                                                   |
| Xa lộ vành đai Thương mại      | Howell, Michigan                                   | tồn tại                                                   |
| Xa lộ vành đai Thương mại      | Farmington, Michigan                               | không còn                                                 |
| Xa lộ nhánh Thương mại         | Detroit, Michigan                                  | không còn                                                 |
| Xa lộ Liên tiểu bang 196       |                                                    |                                                           |
| Xa lộ vành đai Thương mại      | South Haven, Michigan                              | tồn tại                                                   |
| Xa lộ vành đai Thương mại      | Holland, Michigan                                  | tồn tại                                                   |
| Xa lộ nhánh Thương mại         | Grand Rapids, Michigan                             | tồn tại                                                   |
| Xa lộ Liên tiểu bang 496       |                                                    |                                                           |
| Xa lộ vành đai Thủ phủ         | Lansing, Michigan                                  | tồn tại                                                   |
| Xa lộ Liên tiểu bang 696       |                                                    |                                                           |
| Xa lộ nhánh Thương mại         | Detroit, Michigan                                  | không còn                                                 |

† Xa lộ vành đai Thương mại I-40 của Glenrio, Texas thật sự là một xa lộ nhánh ngắn (tại ranh giới tiểu bang New Mexico, nó trở thành một đường lộ nông thôn nhưng được cắm biển là 1 xa lộ vành đai thương mại.
¹ Xa lộ vành đai Phố chính I-24 tại Paducah, Kentucky được đổi thành Xa lộ vành đai Thương mại I-24 vào năm 2002.